# Kawasaki Low Exhaust Emission Catalyc Converter System
KLEEN staat, hoewel niet letterlijk, voor Kawasaki Low Exhaust Emission Catalyc Converter System.
Dit is een systeem op de Kawasaki VN 1500 Vulcan Classic Fi, dat deel uitmaakte van het "milieupakket". Het bestond uit een injectiesysteem met katalysator en luchtinjectie in de uitlaat om onverbrande benzine alsnog te verbranden.
Bovendien werd, zoals bij veel injectiesystemen, de brandstoftoevoer afgesloten als het gas dicht werd gedraaid. Uiteraard zou de afkorting eigenlijk KLEECCS moeten zijn, maar KLEEN wordt uitgesproken als "clean" (schoon).